# Hieracium lanseanum
Hieracium lanseanum es una especie de planta con flor del género Hieracium, de la familia Asteraceae, orden Asterales.

## Distribución
Hieracium lanseanum se distribuye por Francia.

## Taxonomía
Fue descrita científicamente por Arv.-Touv.
Tratamiento taxonómico
La especie aparece registrada en una sección de la publicación Essai Espèce Var. Principal. Pl.